# Martin Horák
Martin Horák (* 16. září 1980) je bývalý český fotbalový obránce a mládežnický reprezentant. Mimo ČR působil na klubové úrovni v Turecku, Rusku a Švýcarsku. Mistr Evropy hráčů do 21 let z roku 2002.
Po ukončení fotbalové kariéry v roce 2016 se začal věnovat zahradnictví.

## Klubová kariéra
Martin Horák začínal s fotbalem v moravském klubu SK LeRK Prostějov. Pak hrál za Plzeň, Bohemians 1905 a Spartu. V roce 2003 přestoupil do ruského klubu Zenit Petrohrad a poté hostoval v tureckém Denizlisporu a dalších ruských klubech.
V březnu 2012 se stal hráčem klubu FC Sirnach ze švýcarské regionální ligy, dostal zde kapitánskou pásku. V létě 2015 přestoupil do jiného regionálního klubu FC Uzwil, zde působil jednu sezónu a poté ukončil fotbalovou kariéru.

## Reprezentační kariéra
Martin Horák odehrál jeden zápas za mládežnický výběr České republiky do 16 let. Byl to přátelský zápas 24. března 1997 proti domácímu Maďarsku, který skončil remízou 1:1. V letech 2001–2002 působil v české reprezentaci do 21 let, za kterou odehrál celkem 8 zápasů a vstřelil 5 gólů, což je na obránce slušná bilance.

### Mistrovství Evropy hráčů do 21 let 2002
Horák se zúčastnil Mistrovství Evropy hráčů do 21 let v roce 2002 ve Švýcarsku, kde česká reprezentační jedenadvacítka vedená trenérem Miroslavem Beránkem vyhrála svůj premiérový titul, když ve finále 28. května porazila Francii na pokutové kopy.
Nastoupil pouze v zahajovacím utkání základní skupiny B 16. května proti Francii, které český tým prohrál 0:2. Martin Horák odehrál první poločas.

### Reprezentační zápasy a góly
Zápasy Martina Horáka v české reprezentaci do 21 let 
| Rok    | Zápasy | Góly |
| ------ | ------ | ---- |
| 2001   | 5      | 3    |
| 2002   | 3      | 2    |
| Celkem | 8      | 5    |

Góly Martina Horáka v české reprezentaci do 21 let 
| Gól | Datum       | Stadion                        | Soupeř      | Skóre (min.) | Výsledek | Soutěž                      |
| --- | ----------- | ------------------------------ | ----------- | ------------ | -------- | --------------------------- |
| 010 | 04. 9. 2001 | Stadion u Nisy, Liberec, Česko | Malta       | 03:00 (80.)  | 3:0      | kvalifikace na ME „21“ 2002 |
| 02  | 5. 10. 2001 | Na Stínadlech, Teplice, Česko  | Bulharsko   | 02:00 (23.)  | 8:0      | kvalifikace na ME „21“ 2002 |
| 03  | 5. 10. 2001 | Na Stínadlech, Teplice, Česko  | Bulharsko   | 05:00 (56.)  | 8:0      | kvalifikace na ME „21“ 2002 |
| 04  | 12. 2. 2002 | Porto, Portugalsko             | Portugalsko | 00:10 (5.)   | 1:3      | přátelský zápas             |
| 05  | 17. 4. 2002 | Curych, Švýcarsko              | Švýcarsko   | 00:30 (77.)  | 0:3      | přátelský zápas             |